# Bawırjan Jolşïyev
Bawırjan Renatulı Jolşïyev (in kazako Бауыржан Ренатұлы Жолшиев?; in russo Бауржан Ренатович Джолчиев?, Bauržan Renatovič Džolčiev; 8 maggio 1990) è un ex calciatore kazako, di ruolo attaccante.

## Carriera

### Club
Gioca nella massima serie del Kazakistan dal 2008; nella stagione 2014-2015 ha segnato un gol nei preliminari di Europa League.

### Nazionale
Dopo aver giocato 4 partite senza mai segnare con l'Under-21, nel 2012 ha esordito con la Nazionale maggiore del suo Paese.

## Statistiche

### Cronologia presenze e reti in Nazionale
| Cronologia completa delle presenze e delle reti in nazionale ― Kazakistan | Cronologia completa delle presenze e delle reti in nazionale ― Kazakistan | Cronologia completa delle presenze e delle reti in nazionale ― Kazakistan | Cronologia completa delle presenze e delle reti in nazionale ― Kazakistan | Cronologia completa delle presenze e delle reti in nazionale ― Kazakistan | Cronologia completa delle presenze e delle reti in nazionale ― Kazakistan | Cronologia completa delle presenze e delle reti in nazionale ― Kazakistan | Cronologia completa delle presenze e delle reti in nazionale ― Kazakistan |
| Data                                                                      | Città                                                                     | In casa                                                                   | Risultato                                                                 | Ospiti                                                                    | Competizione                                                              | Reti                                                                      | Note                                                                      |
| ------------------------------------------------------------------------- | ------------------------------------------------------------------------- | ------------------------------------------------------------------------- | ------------------------------------------------------------------------- | ------------------------------------------------------------------------- | ------------------------------------------------------------------------- | ------------------------------------------------------------------------- | ------------------------------------------------------------------------- |
| 1-6-2012                                                                  | Almaty                                                                    | Kazakistan                                                                | 5 – 2                                                                     | Kirghizistan                                                              | Amichevole                                                                | -                                                                         | 62’                                                                       |
| 5-6-2012                                                                  | Erevan                                                                    | Armenia                                                                   | 3 – 0                                                                     | Kazakistan                                                                | Amichevole                                                                | -                                                                         | 57’                                                                       |
| 7-9-2012                                                                  | Astana                                                                    | Kazakistan                                                                | 1 – 2                                                                     | Irlanda                                                                   | Qual. Mondiali 2014                                                       | -                                                                         | 69’                                                                       |
| 6-2-2013                                                                  | Aksu                                                                      | Kazakistan                                                                | 3 – 1                                                                     | Moldavia                                                                  | Amichevole                                                                | 2                                                                         | 90’                                                                       |
| 22-3-2013                                                                 | Astana                                                                    | Kazakistan                                                                | 0 – 3                                                                     | Germania                                                                  | Qual. Mondiali 2014                                                       | -                                                                         |                                                                           |
| 26-3-2013                                                                 | Norimberga                                                                | Germania                                                                  | 4 – 1                                                                     | Kazakistan                                                                | Qual. Mondiali 2014                                                       | -                                                                         | 46’                                                                       |
| 5-3-2014                                                                  | Aksu                                                                      | Kazakistan                                                                | 1 – 1                                                                     | Lituania                                                                  | Amichevole                                                                | -                                                                         |                                                                           |
| 12-8-2014                                                                 | Almaty                                                                    | Kazakistan                                                                | 2 – 1                                                                     | Tagikistan                                                                | Amichevole                                                                | -                                                                         | 46’                                                                       |
| 5-9-2014                                                                  | Astana                                                                    | Kazakistan                                                                | 5 – 2                                                                     | Kirghizistan                                                              | Amichevole                                                                | 1                                                                         | 58’                                                                       |
| 9-9-2014                                                                  | Astana                                                                    | Kazakistan                                                                | 0 – 0                                                                     | Lettonia                                                                  | Qual. Euro 2016                                                           | -                                                                         | 73’                                                                       |
| 10-10-2014                                                                | Amsterdam                                                                 | Paesi Bassi                                                               | 3 – 1                                                                     | Kazakistan                                                                | Qual. Euro 2016                                                           | -                                                                         | 64’                                                                       |
| 31-3-2015                                                                 | Khimki                                                                    | Russia                                                                    | 0 – 0                                                                     | Kazakistan                                                                | Amichevole                                                                | -                                                                         | 17’ 43’                                                                   |
| 3-9-2015                                                                  | Plzeň                                                                     | Rep. Ceca                                                                 | 2 – 1                                                                     | Kazakistan                                                                | Qual. Euro 2016                                                           | -                                                                         |                                                                           |
| 6-9-2015                                                                  | Reykjavík                                                                 | Islanda                                                                   | 0 – 0                                                                     | Kazakistan                                                                | Qual. Euro 2016                                                           | -                                                                         | 30’ 46’                                                                   |
| Totale                                                                    |                                                                           | Presenze                                                                  | 14                                                                        |                                                                           | Reti                                                                      | 3                                                                         |                                                                           |

## Palmarès

### Club

#### Competizioni nazionali
- Coppa del Kazakistan: 1

Atirau: 2009
- Qazаqstan Prem'er Ligasy: 2

Astana: 2014, 2015
- Supercoppa del Kazakistan: 1

Astana: 2015